# Vernonia pierrei
Vernonia pierrei là một loài thực vật có hoa trong họ Cúc. Loài này được Gagnep. miêu tả khoa học đầu tiên năm 1919.